# でんぱーりーナイト
「でんぱーりーナイト」は、でんぱ組.incの楽曲。同グループ12枚目のシングルとして2014年11月26日にMEME TOKYOから発売された。

## 概要
前作「ちゅるりちゅるりら」から約4ヶ月振りとなるシングル。CDのみの通常盤、DVD付きの初回限定盤A・B・Cのほか、7インチレコード、カセットテープ、ハイレゾ音源の計7形態での発売となる。カセットテープでのリリースを記念して、でんぱ組.incオリジナルのカセットテーププレーヤーの販売も行われた。
表題曲「でんぱーりーナイト」は玉屋2060％が作詞・作曲を手がけ、通常盤および初回限定盤A・Bのカップリング曲「バリ3共和国」（バリさんリパブリック）は浅野尚志が作詞・作曲・編曲を手がけた。「バリ3共和国」はフジテレビ系深夜番組『でんぱジャック-World Wide Akihabara-』のオープニングテーマとなっている。初回限定盤Cのみ異なるカップリング曲として「Phantom of the truth」が収録される。これはスマートフォン向けゲームアプリ『ファントム オブ キル』のテーマソングとして書き下ろされた楽曲で、蔦谷好位置が作曲を手がけた。ジャケットには同ゲームの主要キャラクターが描かれている。
発売に先駆け、2014年10月31日にYouTubeにおいて「バリ3共和国」のミュージックビデオが公開された。「でんぱーりーナイト」は同年11月14日にパシフィコ横浜で開催された「東アジア文化都市2014横浜」内のでんぱ組.incスペシャルライブにおいて初めて披露され、同日にミュージックビデオも公開された。「でんぱーりーナイト」のミュージックビデオはスミスが、「バリ3共和国」のミュージックビデオは志賀匠が監督を務めた。
表題曲「でんぱーりーナイト」はオーケストラ、マーチングなどで構成されたサウンドとなっており、「ミュージカル調」「多くの要素を詰め込んだ情報過多でおもちゃ箱の様な仕上がり」「ファンタジーの世界に迷い込んだよう」などと評されている。

## 収録内容

### 発売形態
1. 通常盤（CD）
2. 初回限定盤A（CD+DVD）
3. 初回限定盤B（CD+DVD）
4. 初回限定盤C（CD+DVD）
5. 7インチレコード
6. カセットテープ
7. ハイレゾ音源

### 通常盤
1. でんぱーりーナイト [4:45]
  - 作詞・作曲：玉屋2060％、編曲：釣俊輔、玉屋2060%
2. バリ3共和国（バリさんリパブリック） [4:42]
  - 作詞・作曲・編曲：浅野尚志
3. でんぱーりーナイト（Off Vocal）
4. バリ3共和国（Off Vocal）

### 初回限定盤A
- CDの収録曲は通常盤と同一

DVD収録内容
1. 「でんぱーりーナイト」Music Video
2. 「でんぱーりーナイト」Music Video メイキング映像

### 初回限定盤B
- CDの収録曲は通常盤と同一

DVD収録内容
1. 「バリ3共和国」Music Video
2. 「バリ3共和国」Music Video メイキング映像

### 初回限定盤C
CD収録内容
1. でんぱーりーナイト
2. Phantom of the truth [4:16]
  - 作詞：モリモトコージ、作曲：蔦谷好位置、編曲：横山浩章
3. でんぱーりーナイト（Off Vocal）
4. Phantom of the truth（Off Vocal）

DVD収録内容
1. 「Phantom of the truth」Music Video
2. 「Phantom of the truth」Music Video メイキング映像

### 7インチレコード・カセットテープ
1. SIDE A 「でんぱーりーナイト」
2. SIDE B 「バリ3共和国」